# Clermont-l'Hérault
Clermont-l'Hérault är en kommun i departementet Hérault i regionen Occitanien i södra Frankrike. Kommunen ligger i kantonen Clermont-l'Hérault som tillhör arrondissementet Lodève. År 2022 hade Clermont-l'Hérault 9 372 invånare.

## Befolkningsutveckling
Antalet invånare i kommunen Clermont-l'Hérault
Referens:INSEE